# Dmitri Borissowitsch Konyschew
Dmitri Borissowitsch Konyschew (russisch Дмитрий Борисович Конышев; * 18. Februar 1966 in Gorki) ist einer der erfolgreichsten russischen Radsportprofis.

## Karriere
Konyschew kam zum Radsport im Alter von ungefähr 14 Jahren, weil sein Vater Trainer des lokalen Radverein war. 1987 erhielt er seine erste Berufung in die sowjetische Nationalmannschaft der Amateure zur Colorado-Rundfahrt in den USA und konnte seine Nominierung mit einem Etappensieg rechtfertigen. Daraufhin wurde er auch für einen Start bei der UCI-Straßen-Weltmeisterschaft gemeldet, schied dort im Rennen aber nach einem Sturz aus. 1987 gewann er Gran Premio Palio del Recioto, den Gran Premio della Liberazione und den Giro delle Regioni. Konyschew konnte als Amateur bei Etappenrennen überzeugen, wobei er mehrfach Tagesabschnitte gewann und 1988 bei der Italien-Rundfahrt für Amateure siegte.
Konyschew begann seine Profikarriere 1989 im italienisch-russischen Alfa-Lum-Team. Im ersten Jahr gewann er zwei Rennen und wurde Zweiter im Straßenrennen, hinter Greg LeMond, bei der Weltmeisterschaft. 1990 nahm er das erste Mal an der Tour de France teil und gewann als erste sowjetischer Radprofi die 17. Etappe bei der Tour de France. 1991 konnte Konyschew erneut zwei Etappen bei der Tour de France gewinnen. 1992 erreichte er Platz 2 bei den russischen Meisterschaften im Straßenrennen, dritte Plätze beim Amstel Gold Race, den Weltmeisterschaften im Straßenrennen und Platz 4 bei der Clásica San Sebastián. 1993 belegte er neben den Siegen vierte Plätze beim Giro del Piemonte und beim Giro di Romagna. 1994 erwirkte er Platz 4 bei der Lombardei-Rundfahrt, Platz 5 bei den Weltmeisterschaften im Straßenrennen und Platz 7 bei Gent-Wevelgem. 1995 belegte Konyschew Platz 3 bei Tirreno-Adriatico, vierte Plätze bei der Mittelmeer-Rundfahrt und beim Grand Prix de Plouay Ouest-France sowie siebte Plätze bei Mailand–Sanremo und bei den Weltmeisterschaften im Straßenrennen in Kolumbien. Zwischen 1996 und 1998 erreichte er neben seinen Siegen keine nennenswerte Ergebnisse. 1999 waren Platz 5 bei der Lombardei-Rundfahrt, Platz 7 bei Mailand-Turin und Platz 9 bei den Weltmeisterschaften hervorzuheben. 2000 wurde er Zehnter beim olympischen Straßenrennen sowie Achter bei der Coppa Sabatini. 2001 wurde er zum zweiten Mal russischer Meister im Straßenrennen und wurde Dritter beim Giro del Lazio, Sechster beim Gran Premio Beghelli und Siebter beim Giro di Romagna. Nach der Saison 2006 beendete Konyschew seine Karriere als Radprofi beim Team L.P.R.
Ab 2007 war er für ein Jahr beim Team Tinkoff Credit Systems tätig, bevor er 2009 zum Team Katjuscha wechselte. Von 2019 bis Ende März 2022 war er beim Team Gazprom-RusVelo aktiv.

## Familie
Sein Sohn Alexander Konyschew ist ebenfalls Radprofi und fährt (Stand 2024) beim Team Vorarlberg. Im Gegensatz zu seinem Vater besitzt Alexander die italienische Staatsbürgerschaft.

## Palmares
1989
- Straßenrennen 1989
- Giro dell’Emilia
- Coppa Agostoni

1990
- eine Etappe Tour de France
- Sowjetischer Meister – Straßenrennen

1991
- zwei Etappen Tour de France
- eine Etappe Tirreno-Adriatico

1992
- Straßenrennen 1992
- eine Etappe Asturien-Rundfahrt

1993
- zwei Etappen Giro d’Italia
- Russischer Meister – Straßenrennen

1994
- eine Etappe Niederlande-Rundfahrt

1995
- Giro del Friuli

1996
- eine Etappe Vuelta a España
- Gesamtwertung und zwei Etappen Hofbräu Cup

1997
- eine Etappe und  Intergirowertung Giro d’Italia
- Grand Prix de Wallonie
- eine Etappe Murcia-Rundfahrt
- eine Etappe Tirreno-Adriatico
- eine Etappe Polen-Rundfahrt

1998
- eine Etappe Valencia-Rundfahrt

1999
- eine Etappe Tour de France
- Grand Prix de Fourmies
- Coppa Sabatini

2000
- eine Etappe und  Punktewertung Giro d’Italia
- Giro di Romagna

2001
- Coppa Sabatini
- Giro di Campania
- eine Etappe und  Bergwertung Tour de Suisse
- Russischer Meister – Straßenrennen

2004
- Tour du Lac Léman
- eine Etappe Euskal Bizikleta

2005
- eine Etappe Asturien-Rundfahrt
- Bergwertung Settimana Internazionale Coppi e Bartali